# Antonín Zdeněk Kovář
Antonín Zdeněk Kovář (25. října 1926, Slavětice – 22. října 2000, Třebíč) byl český římskokatolický duchovní, člen kapucínského řádu, po dobu dvaceti let farář jejkovské farnosti.

## Život
Antonín Zdeněk Kovář se narodil ve Slavěticích, jeho starším bratrem byl jezuita Bohumil Kovář. Středního vzdělání nabyl studii na víceletých gymnáziích v Kroměříži, Praze a Třebíči. Do kapucínského řádu vstoupil v srpnu 1942, doživotní sliby složil v říjnu 1947 v Olomouci, kde studoval filozofii. Její studium však musel přerušit, když komunistická státní moc kapucíny 26. dubna 1950 internovala v Broumově. Téhož roku v září nastoupil více než tříletou službu v PTP na Slovensku. Ještě během této služby, resp. dovolenky tajně přijal kněžské svěcení.
Po propuštění ze služeb PTP pracoval u svých rodičů na statku, případně u jiných zaměstnavatelů. Po politickém uvolnění, které přišlo s rokem 1968, se snažil dostudovat. Ve Slavěticích sloužil dne 26. září 1969 svou první mši svatou. Teologická studia dokončil v Innsbrucku.
Kněžskou službu konal po návratu do vlasti nejprve ve Znojmě u svatého Mikuláše, poté v Rajhradě, Heřmanově u Velké Bíteše a Oslavanech. Na Jejkov nastoupil dne 1. dubna 1980 a sloužil zde přes dvacet let až do své smrti, jíž předcházela automobilová nehoda. Jeho smrt znamenala konec více než třísetleté přítomnosti kapucínů v Třebíči, neboť duchovní správu jejkovské farnosti převzali diecézní kněží. Pohřben je v Dalešicích.